# Matelea urceolata
Matelea urceolata är en oleanderväxtart som först beskrevs av Karsten, och fick sitt nu gällande namn av Louis Otho Otto Williams. Matelea urceolata ingår i släktet Matelea och familjen oleanderväxter. Inga underarter finns listade i Catalogue of Life.